# Professional Basketball Club LLC
Professional Basketball Clube LLC é um grupo de investimento liderado por Clayton Bennett e é proprietária do Oklahoma City Thunder e do Tulsa 66ers.  

## Membros
- Clayton Bennett (Presidente)
- Aubrey McClendon
- G. Jeffrey Records, Jr.
- Tom L. Ward
- William M. Cameron
- Everett R. Dobson
- Robert E. Howard, II
- Jay Scaramucci